# 臭化鉄(II)
臭化鉄(II)(Iron(II) bromide)は、化学式FeBr2の無機化合物である。無水物は黄色または茶色の常磁性固体である。何種類かの水和物も知られており、全てが淡い色の固体である。研究室において、他の鉄化合物の一般的な前駆体として用いられるが、この化合物自体の用途はない。　

## 構造
多くの金属ハロゲン化物と同様に、臭化鉄(II)は、ハロゲン化物で架橋された孤立した金属中心からなるポリマー構造である。臭化物イオンの密な層の間の八面体状の穴にFe(II)が位置するヨウ化カドミウム型に結晶化する。ハロゲン化物イオンの重なり方は、塩化カドミウム型の塩化鉄(II)とは、若干異なる。

## 合成と構造
臭化鉄(II)は、濃臭化水素酸と鉄粉末のメタノール溶液を用いて合成される。メタノール溶媒和物[Fe(MeOH)6] Br2と水素ガスを一緒に添加し、メタノール複合体を真空中で加熱する事で、純粋な臭化鉄(II)が得られる。
臭化鉄(II)は、2等量の臭化テトラエチルアンモニウムと反応し、[(C2H5)4N]2FeBr4を与える。また、臭化物や臭素と反応し、濃い色で混合原子価である[FeBr3Br9]-を形成する。

## 磁性
臭化鉄(II)は、4.2 Kで強いメタ磁性を持ち、典型的なメタ磁性化合物として、長い間研究されてきた。